# شاهين علي باشا
شاهين علي باشا (بالتركية: Hazinedar Şahin Ali Paşa)‏ كان الصدر الأعظم للدولة العثمانية في الفترة ما بين 30 أبريل 1785 حتى 25 يناير 1786.